# 白痴 (1999年の映画)
『白痴』（はくち）は、1999年（平成11年）10月30日封切の日本映画である。
坂口安吾の同名小説が原作。原作を大幅に脚色し、過去とも未来ともとれる世界を舞台としたSF要素を含む作品となっている。
映倫管理委員会からR-15指定を受けている。手塚眞が監督した作品や手塚プロが製作した作品では本作品が初となる。

## ストーリー
過去か未来かも分からない、想像の中の日本。そこには半ば日常と化した戦争が続いており、空襲によって町も人々も殺伐とし、荒みきっていた。伊沢は、映画製作の夢を抱きながら、今はテレビ局の演出助手として働いている。場末の路地に住む彼の隣家には夫・木枯と白痴の妻サヨがいた。伊沢は、現場で傍若無人を繰り返すカリスマ的アイドル銀河の画策で身も心も打ちのめされてしまう……。 

## キャスト
- 伊沢：浅野忠信
- サヨ：甲田益也子
- 木枯：草刈正雄
- 銀河：橋本麗香
- 仕立屋：藤村俊二
- 仕立屋の妻：江波杏子
- 落合：原田芳雄
- アキ：あんじ
- 吉田：松岡俊介
- 宇津木：小野みゆき
- 野村：荒井紀人
- メイク：川村かおり
- 末吉：櫻田宗久
- アシスタント：水島かおり
- 司会者：並樹史朗
- 編成局長：岡田眞澄
- 編成部長：筒井康隆
- 編成副部長：内藤誠
- プロデューサー：石上三登志
- イザリ：泉谷しげる
- 医者：桜井センリ
- 巡査：伊武雅刀
- パーティ客：永瀬正敏、林海象、YOU、サンプラザ中野、清田益章
- 夏川：島田雅彦
- 滑川：サエキけんぞう
- 木村：久保田芳之
- ヒロシ：井原秀和
- 小枯の母：梅田千代
- 娼婦：横町慶子、三橋美奈子
- 満州浪人：S-KEN
- スリ：沼田元気
- 坊主：宮野琢磨
- 指圧師の弟子：TERU
- 煙草屋：しみず霧子
- 部長秘書：倉田和穂
- 大吉：中山俊
- 軍の将校：伴大介、黒沼弘巳、北村晃一、周防進
- カメラマン：諏訪太郎、森羅万象
- 女性スタッフ：上白土なお子
- 船木：大森南朋
- 親衛隊：長谷川恵司

## スタッフ
- 監督・脚色：手塚眞
- 製作・企画：松谷孝征
- プロデューサー：古澤敏文
- 撮影：藤澤順一
- 照明：安河内央之
- 録音：浦田和治
- 美術：磯見俊裕
- 衣裳デザイン：伊藤佐智子
- 音楽：橋本一子
- ヘアメイク監督：柘植伊佐夫
- イメージアート：恒松正敏
- 特撮：尾上克郎
- ビジュアルエフェクトスーパーバイザー：古賀信明
- CGIプロデューサー：澤井健
- 音響効果：柴崎憲治
- 助監督：多胡由章
- ラインプロデューサー：梨木友憲
- キャスティングプロデューサー：石垣光代
- 演技事務：佐野あずみ
- 監督補：増井公二

## 備考
- 草刈正雄は過去にVシネマ版『ブラック・ジャック』に出演しており、監督である手塚眞もまた同作品に出演している。
- ヴェネツィア国際映画祭で映像表現が特に優れている作品として「FUTURE FILM FESTIVAL DIGITAL AWARD VENEZIA」を受賞した[3]。